# John Templeton Jr.
John Templeton Jr. (New York City, 19 febbraio 1940 – Bryn Mawr, 16 maggio 2015) è stato un medico statunitense.
Figlio maggiore di Judith (nata Folk) Templeton e dell'investitore, uomo d'affari e filantropo Sir John Templeton, Jack Templeton fu il portavoce e il primo presidente della fondazione che da lui prese nome.

## Biografia
Nativo di New York City, dopo essere stato iniziato dal padre nella società segreta Elihu presso l'Università di Yale, concluse gli studi e successivamente si laureò in medicina presso l'Harvard Medical School, prestando servizio come medico nella Marina degli Stati Uniti. Nel 1977, fu assunto dall'ospedale pediatrico di Filadelfia come chirurgo pediatrico e direttore del reparto di traumatologia. Nello stesso ospedale lavorava anche sua moglie Josephine in qualità di anestesista.
Di religione cristiana evangelica, nel 1995 lasciò l'incarico per unirsi alla John Templeton Foundation, della quale divenne il presidente alla morte del padre nel 2008. Nello stesso anno e nel 2009 contribuì in modo sostanziale a cause sostenute dal movimento conservatore. donò rispettivamente 450.000 e 300.000 dollari all'Organizzazione nazionale per il matrimonio (cui si aggiunsero ulteriori 100.000 dollari donati dalla moglie, ma solamente il primo anno). Un articolo del The Philadelphia Inquirer stimò che la coppia avrebbe complessivamente donato più di un milione di dollari alle organizzazioni che si dichiarano contrarie ai matrimoni fra persone del medesimo sesso.
Templeton morì il 16 maggio 2015 a Bryn Mawr, in Pennsylvania, a causa di un cancro al cervello. A lui sopravvissero la moglie Josephine (Pina) Gargiulo Templeton, che aveva sposato nel 1970 e due figlie (Heather Dill e Jennifer Simpson), un fratello e sei nipoti.
Nel 2010, Politics Magazine lo definì come uno dei repubblicani più influenti in Pennsylvania.
Il Templeton Honors College della Eastern University di St Davis è stato intitolato in suo onore.